# Kurt Schwitters
Kurt Schwitters, né le 20 juin 1887 à Hanovre, dans l'Empire allemand, et mort le 8 janvier 1948 , à Ambleside, en Angleterre, est un peintre, sculpteur et poète allemand qui a incarné l'esprit individualiste et anarchiste du mouvement dada, dont il fut l'un des principaux animateurs à Hanovre.
En parallèle à dada, il a créé un mouvement qu'il a appelé Merz. Il a exercé une influence importante sur les néo-dadas américains, Robert Rauschenberg en particulier, qui lui a emprunté l'idée de ses combine-paintings et ses collages.

## Biographie
Kurt Schwitters étudie la peinture et le dessin de 1909 à 1914, à l'académie de Dresde, puis à celle de Berlin et participe à la revue Der Sturm de Berlin. Il est d'abord l'auteur d'œuvres figuratives, avant de subir l'influence des mouvements d’avant-garde du début du XXe siècle dans des œuvres au fusain ou à l'aquarelle. À partir de 1918, il se détourne définitivement de la peinture traditionnelle pour élaborer, entre 1918 et 1920, un vocabulaire propre fondé sur l'emploi de déchets et de détritus de toutes sortes et l'utilisation des procédés de collage pour assembler des matériaux de manière « harmonieuse ».
Grand ami de Hans Arp et de Raoul Hausmann, il est pourtant refusé par le Club dada de Berlin c'est-à-dire par Richard Huelsenbeck, Schwitters réagit en fondant un mouvement parallèle qu'il nomme Merz, d'après son tableau Merzbild I (1919), dans lequel le mot Merz est ironiquement tiré de la partie centrale du mot Kommerzbank découpé dans une annonce imprimée. Le mouvement Merz cherche en effet à s'approprier les rebuts de la société industrielle et urbaine, faisant entrer la réalité quotidienne dans l'art, sans idée de message politique ou d'esthétique d'opposition, mais avec la volonté, à partir de 1920, de fonder un « art total Merz », embrassant l'architecture, le théâtre et la poésie.

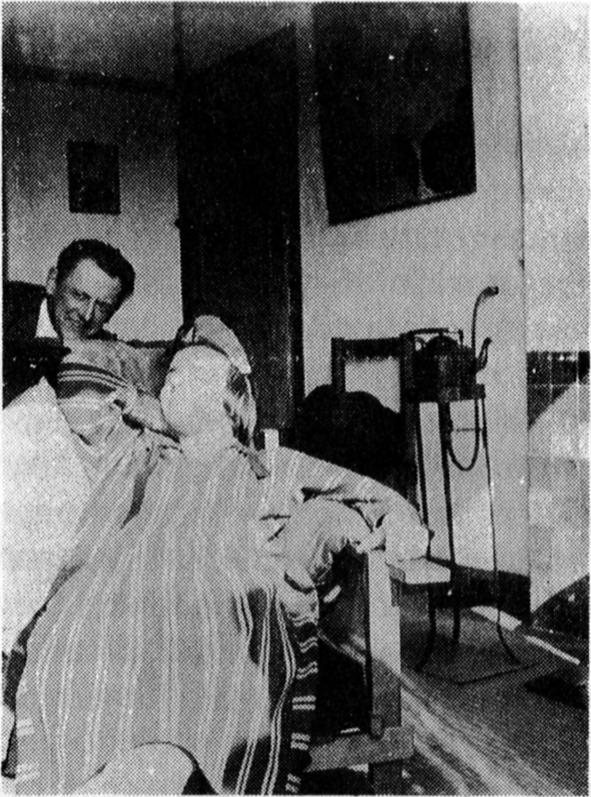
Kurt Schwitters et Nelly van Doesburg en 1923.

De 1920 à 1923, dans sa maison de Hanovre, Schwitters entreprend de construire une vaste structure faite de volumes blancs en plâtre aux plans imbriqués les uns dans les autres et traversé par des tiges et des poutrelles de section carrée : la Schwitters-Säule (colonne Schwitters), dans laquelle s'encastrent dans des cavités, ses œuvres et celles de ses amis. La construction envahit peu à peu pièces et étages de la maison et l'artiste lui donne le nom de Merzbau (construction Merz). Détruite lors des bombardements de Hanovre en 1943, cette œuvre unique a été reconstruite en 1990 au Sprengel Museum de Hanovre puis, en 1993, dans une version réduite, par Peter Bissegger à la demande de Harald Szeemann à l'occasion de la Biennale de Lyon.
Après 1922, Schwitters se lie avec les constructivistes Theo van Doesburg et El Lissitsky. Avec eux, il publie entre 1923 et 1932 la revue Merz et crée même une centrale de publicité du même nom, qui travaille pour des firmes comme Pelikan, Opel ou Bahlsen. En 1919, il publie An Anna Blume, collage de chansonnettes, de proverbes et de citations. Son chef-d'œuvre de poésie phonétique (Ursonate, 1921-1932) sera publié dans le 24e et dernier numéro de la revue Merz. Il a été réédité en CD en 1990 et de nombreuses fois depuis.
Après 1937, il quitte l'Allemagne pour la Norvège et s'installe à Lysaker, près d'Oslo. En Allemagne, ses œuvres sont retirées des musées et quatre d'entre elles figurent dans l'« exposition de l'Art dégénéré » à Munich. En 1940, l'invasion de la Norvège par les nazis le contraint à se réfugier en Angleterre où, après notamment un séjour dans un camp sur l'île de Man, il s'installe en 1945 à Ambleside dans le Westmoreland où il entreprend un nouveau projet dans l'esprit du Merzbau, le Merzbarn (grange Merz).

## Principales œuvres

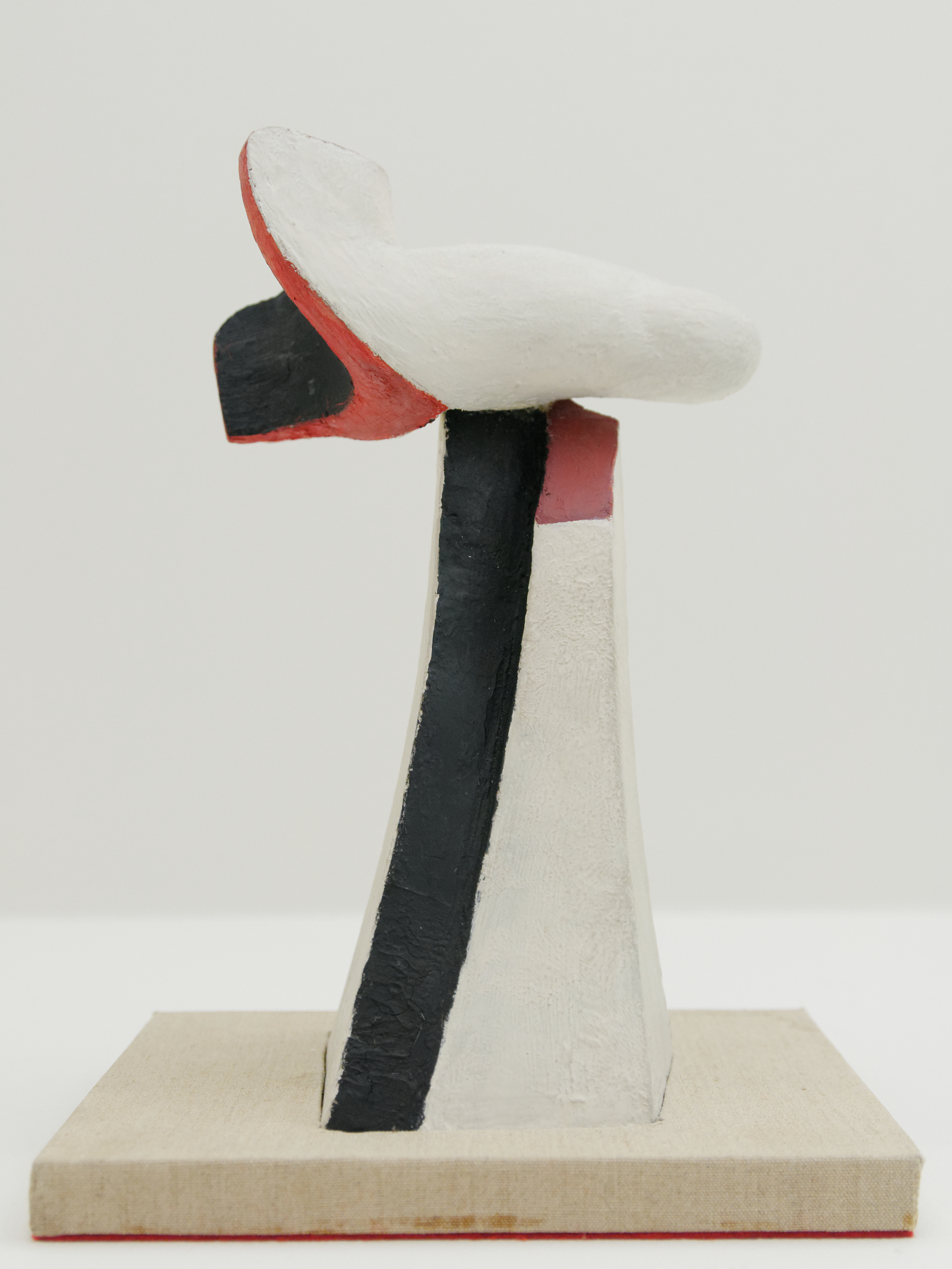
Lofty, plâtre peint (vers 1945-1947), Tate Modern.

- Merzbau (1923-1937), installation, Hanovre.
- Merzbild I, le Psychiatre (1919), assemblage, Malborough-Gerson Gallery, New York.
- Sans titre (Henpapi) (1922), collage (16,5 × 20,5 cm), galerie Gilbert Brownstone et Cie, Paris[8].
- Breite Schnurchel (1923), relief en bois, collection Hoech, Berlin.
- Verso F 14, recto F 15 (1924), collage (10,4 × 13 cm), MNAM, Paris[9].
- Prikken paa I en (1939), collages, musée national d'Art moderne, Paris.
- Hitler Gang (1944), collages (34,7 × 24,5 cm). [réf. nécessaire]
- En Morn (1947), collage (21 × 16,7 cm), Marlborough Fine Art, Londres[10].
- Merz, écrits choisis et présentés par Marc Dachy, suivi de Schwitters par ses amis ; Ursonate, fac-similé de la typographie originale, enregistrement de son interprétation par son auteur (CD). Textes allemands traduits par Marc Dachy et Corinne Graber ; textes anglais traduits par Marc Dachy, éditions Gérard Lebovici, Paris, 1990.
- Anna Blume, édition établie par Marc Dachy, traduit de l'allemand par Marc Dachy et Corinne Graber, éditions Ivrea, Paris, 1994, édité avec le CD audio de l'Ursonate (« Sonate de sons primitifs »).
- i, Manifestes théoriques et poétiques, édition établie par Marc Dachy, traduit de l'allemand par Marc Dachy et Corinne Graber, éditions Ivrea, Paris, 1994.

## Principales expositions
- Paris, Centre national d'art et de culture Georges-Pompidou, novembre 1994 - février 1995.
- Musée de Grenoble du 16 septembre au 27 novembre 1995[11]